# Проезд Дежнёва
Прое́зд Дежнёва — улица в районах Южное Медведково и Отрадное Северо-Восточного административного округа города Москвы. Проходит от Юрловского проезда до реки Яузы.

## Название
Прое́зд Дежнёва назван в 1964 году в честь Семёна Ивановича Дежнёва — русского землепроходца, исследователя Сибири и Северной Америки.

## Описание
Проезд Дежнёва начинается от 1-го Медведковского моста через реку Яузу как продолжение улицы Менжинского и проходит на запад. После этого справа примыкают Сухонская улица и проезд Шокальского, слева — конец Заповедной улицы. За пересечением с Полярной улицей справа к проезду примыкает Ясный проезд, слева — начало Заповедной улицы. Затем дорога проходит через пойму реки Чермянки и заканчивается на пересечении с Юрловским проездом, переходя в Северный бульвар.

## Учреждения и достопримечательности
По нечётной стороне:
- Дом 3 — детская музыкальная хоровая школа № 72 «Весна»;
- Дом 7 — универсальный магазин «Северянин-2000»;
- Дом 9, корпус 2 — Южное Медведково, район. ДЕЗ, диспетчерская;
- Дом 11А — школа «Разум-Л»;
- Дом 13 — кафе-бар «Якитория»;
- Дом 15/2 — детский сад № 1282;
- Дом 23 — торговый центр с прилегающим сквером (последний обустроен в 2019 году по программе «Мой район» — построена детская площадка, высажены цветники, установлен арт-объект «Бурый медведь»)[1];
- Дом 25, корпус 5 — детский сад (комбинированного вида, логопедический) № 2035;
- Дом 27, корпус 1 — Сберегательный банк РФ Марьинорощинское отд. № 7981/01143;
- Дом 29, корпус 1 — танцевальная фитнес-студия Energy[2]
- Парк «Чермянка».

По чётной стороне:
- Дом 2А — отделение связи № 642-И-127642; Сберегательный банк РФ, Марьинорощинское отд. № 7981/01355;
- Дом 8, корпус 3 — детский сад № 1606;
- Дом 8, корпус 2 — детский сад № 1880;
- Дом 8, корпус 2 — школа искусств;
- Дом 8, корпус 1 — студия звукозаписи «ааС Мультимедиа груп»;
- Дом 34 — отделение связи № 81-И-127081.

## Общественный транспорт

### Внеуличный транспорт

#### Станцииметро
- Бабушкинская
- Отрадное

### Наземный транспорт

#### Трамвай
- 17: Останкино —  ВДНХ —  Ростокино —  Бабушкинская —  Медведково

#### Автобусы
- 61:  Ботанический сад —  Свиблово — проезд Дежнёва — Ясный проезд
- 71:  Ботанический сад —  Отрадное — проезд Дежнёва —  Медведково — Осташковская улица
- 124: Микрорайон 4 «Д» Отрадного —  Отрадное — проезд Дежнёва —  Бабушкинская — Станция Лосиноостровская
- 181: Платформа Лось —  Бабушкинская — проезд Дежнёва —  Медведково — Осташковская улица
- 238:  Окружная —  Владыкино —  Отрадное — проезд Дежнёва —  Бабушкинская — Станция Лосиноостровская
- 238к: Микрорайон 4 «Д» Отрадного —  Отрадное — проезд Дежнёва —  Бабушкинская — Станция Лосиноостровская
- 380:  Дегунино —  Отрадное — проезд Дежнёва —  Свиблово
- 605: Юрловский проезд —  Отрадное — проезд Дежнёва —  Бабушкинская — Платформа Лось
- 628: Ясный проезд — проезд Дежнёва —  Свиблово —  Ботанический сад —  Отрадное
- М54:  Верхние Лихоборы  —  Отрадное — проезд Дежнёва —  Бабушкинская — Станция Лосиноостровская
- 928: Станция Лосиноостровская —  Бабушкинская — проезд Дежнёва —  Алтуфьево —  Лианозово — Платформа Грачёвская
- с15: Платформа Лось —  Бабушкинская — проезд Дежнёва —  Медведково — МКАД — МФЦ «Ярославский»

#### Электробусы
- 393: Ясный проезд — проезд Дежнёва —  Бабушкинская —  Медведково — Осташковская улица
- 649: Ясный проезд — проезд Дежнёва —  Бабушкинская — Осташковская улица
- н6:  Китай-город —  ВДНХ —  Ботанический сад —  Свиблово —  Бабушкинская — проезд Дежнёва —  Медведково

## Галерея

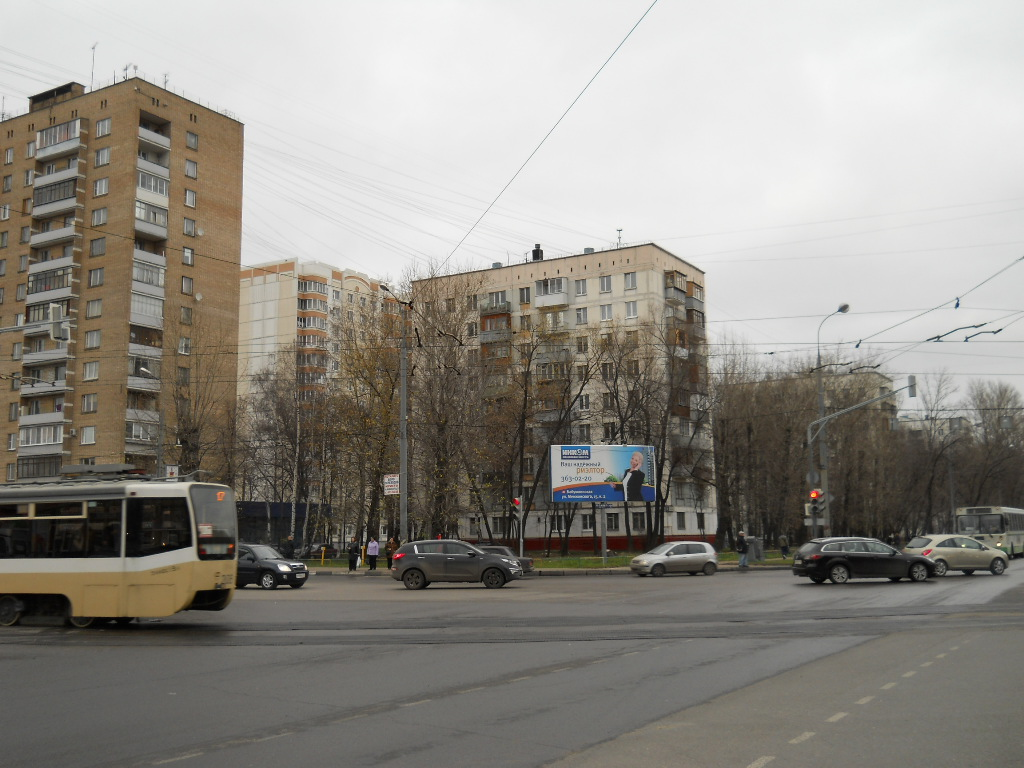
Пересечение с Полярной улицей. Вид на северо-восток.
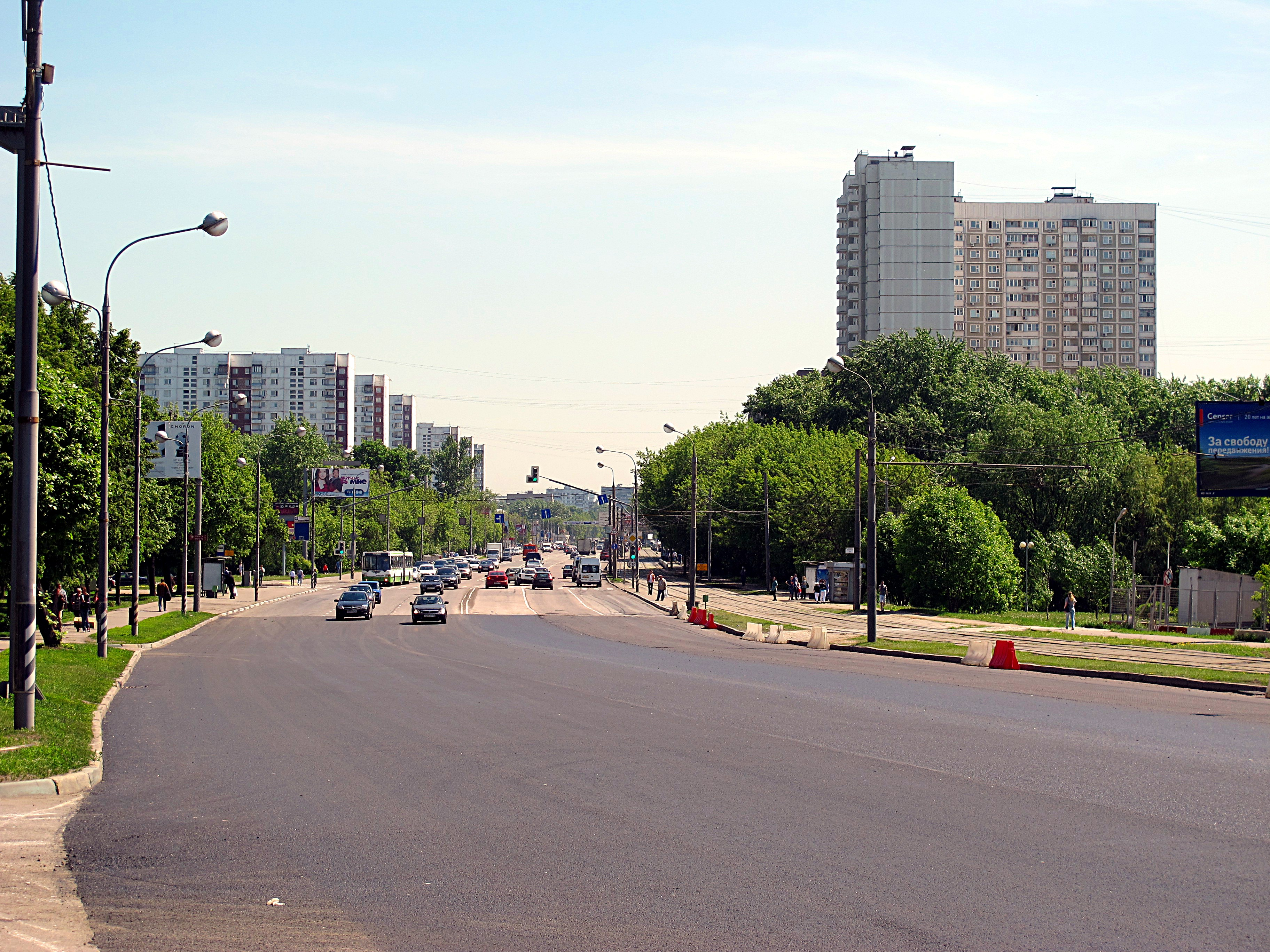
Вид на проезд Дежнёва в районе пересечения с проездом Шокальского
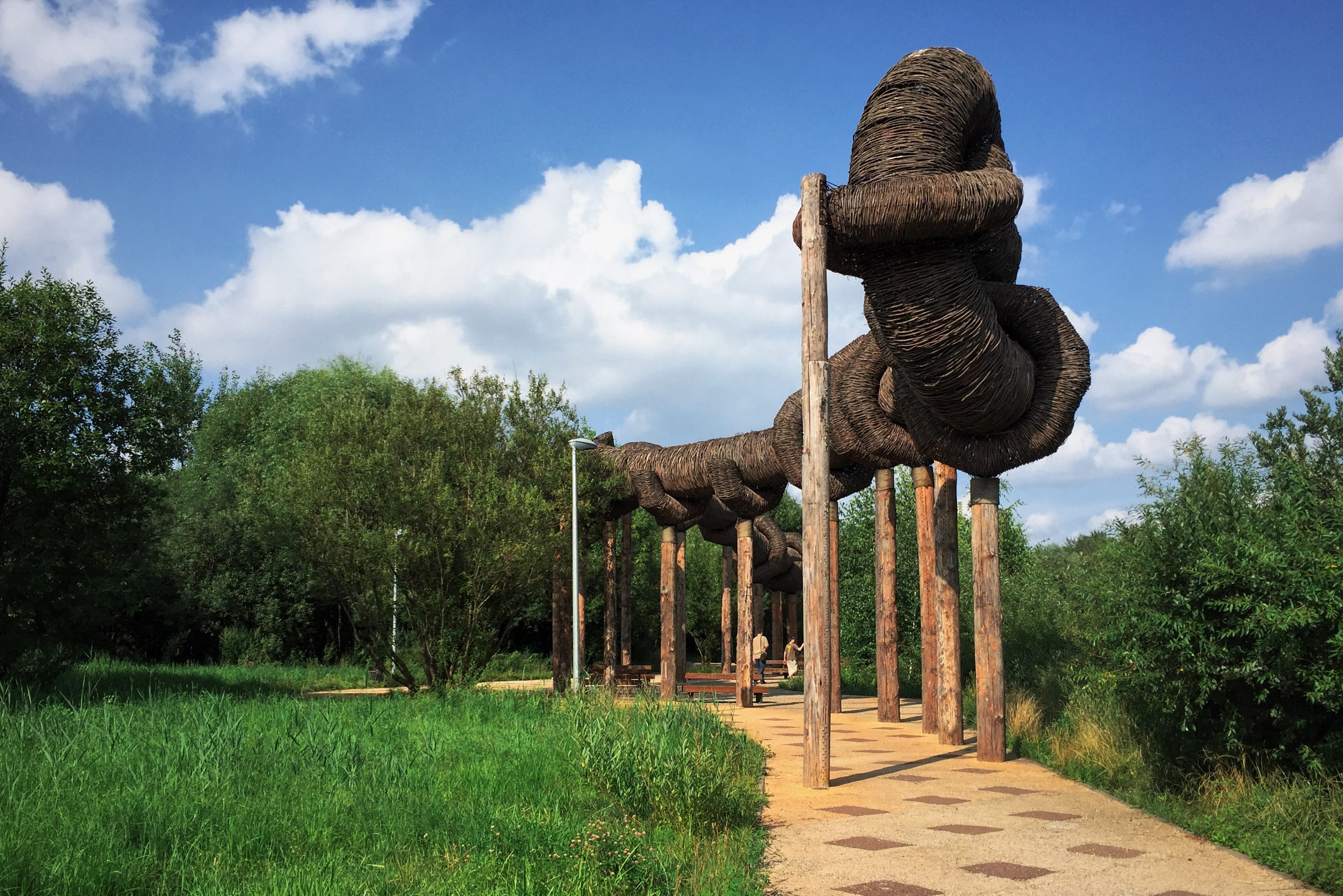
Парк «Чермянка»
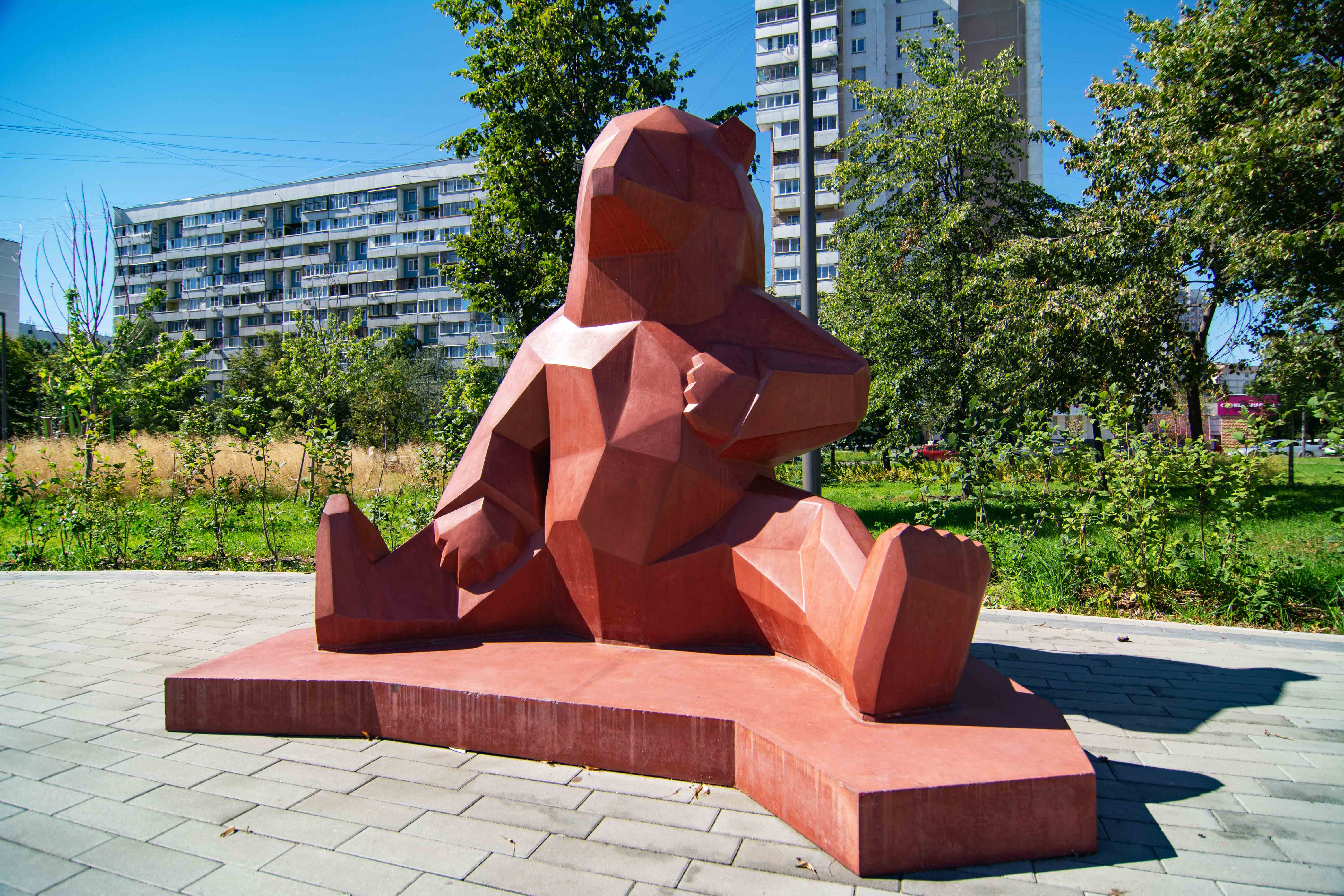
Сквер на проезде Дежнёва, дом 23